# Kelissa
Kelissa é um género botânico pertencente à família Iridaceae.